# The Trip (película de 1967)
The Trip (conocida en los países hispanoparlantes como El viaje, En órbita y La serpiente de fuego) es una película estrenada el 23 de agosto de 1967 dirigida por Roger Corman, y con actuación principal de Peter Fonda y Susan Strasberg.

## Reparto
- Peter Fonda: Paul Groves
- Susan Strasberg: Sally Groves
- Bruce Dern: John
- Dennis Hopper: Max
- Salli Sachse: Glenn
- Barboura Morris: Flo
- Judy Lang: Nadine
- Luana Anders: una Camarera